# (5668) Foucault
(5668) Foucault es un asteroide perteneciente al cinturón de asteroides descubierto el 22 de marzo de 1984 por Antonín Mrkos desde el Observatorio Kleť, České Budějovice, República Checa.

## Designación y nombre
Designado provisionalmente como 1984 FU. Fue nombrado Foucault en memoria de Jean Bernard Léon Foucault, físico y astrónomo francés, conocido por su demostración pendular de la rotación de la Tierra, primero en París en 1851.

## Características orbitales
Foucault está situado a una distancia media del Sol de 2,273 ua, pudiendo alejarse hasta 2,519 ua y acercarse hasta 2,028 ua. Su excentricidad es 0,108 y la inclinación orbital 6,100 grados. Emplea 1252,47 días en completar una órbita alrededor del Sol.

## Características físicas
La magnitud absoluta de Foucault es 13,6. Tiene 5,052 km de diámetro y su albedo se estima en 0,229. 